# Věra Klimková
Věra Klímková, rozená Leskovjanská (* 11. srpna 1957, Spišská Nová Ves) je bývalá slovenská běžkyně na lyžích reprezentantka Československa, která závodila v letech 1982 až 1988.

## Sportovní kariéra
Věra Leskovjanská se narodila v roce 1957 v Košickém kraji. Poprvé se reprezentaci žen Československa objevila 9. ledna 1982 na zahajovacím Světového poháru v alpském lyžování 1981/82 v Klingenthalu. Na soutěži v Novém Městě na Moravě získala 18. února 1985 třetí místo.
V roce 1985 reprezentovala Československo na Mistrovství světa v klasickém lyžování, kde v závodě na 5 km v Seefeldu v Tyrolsku získala 21. února s časem 15:36.7 šesté místo.
Na Zimních olympijských hrách 1988 v Calgary v Kanadě získala sedmé místo ve štafetě žen 4 × 5 km.